# Alexander Fuchs
Alexander Fuchs (Monaco di Baviera, 5 gennaio 1997) è un calciatore tedesco, centrocampista svincolato.

## Caratteristiche tecniche
È un centrocampista centrale.

## Carriera
Cresciuto nelle giovanili del Monaco 1860, ha esordito con la seconda squadra il 18 luglio 2016 in occasione del match di Fußball-Regionalliga vinto 2-1 contro l'Ingolstadt 04 II.
Nel mercato estivo del 2017 si trasferisce a titolo gratuito al Norimberga.